# Dysstroma pseudimmanata
Dysstroma pseudimmanata är en fjärilsart som beskrevs av Heydemann 1929. Dysstroma pseudimmanata ingår i släktet Dysstroma och familjen mätare. Inga underarter finns listade i Catalogue of Life.